# إغناثيو جيل
إغناثيو جيل (بالإسبانية: Ignacio Gil Lázaro)‏ هو سياسي إسباني، ولد في 23 سبتمبر 1957 في بلنسية في إسبانيا. حزبياً، نشط في People's Party of the Valencian Community ‏.

## مناصب
- في الانتخابات العمومية الإسبانية 2011 [الإنجليزية]‏، انتخب عضو مجلس النواب الإسباني  [لغات أخرى]‏ عن دائرة بلنسية [الإنجليزية]‏ خلال فترته النيابية  [لغات أخرى]‏ (7 ديسمبر 2011 – 13 يناير 2016).
- في الانتخابات العمومية الإسبانية 2008 [الإنجليزية]‏، انتخب عضو مجلس النواب الإسباني  [لغات أخرى]‏ عن دائرة بلنسية [الإنجليزية]‏ خلال فترته النيابية  [لغات أخرى]‏ (24 مارس 2008 – 13 ديسمبر 2011).
- في الانتخابات العمومية الإسبانية 2004 [الإنجليزية]‏، انتخب عضو مجلس النواب الإسباني  [لغات أخرى]‏ عن دائرة بلنسية [الإنجليزية]‏ خلال فترته النيابية  [لغات أخرى]‏ (25 مارس 2004 – 1 أبريل 2008).
- في الانتخابات العمومية الإسبانية 2000 [الإنجليزية]‏، انتخب عضو مجلس النواب الإسباني  [لغات أخرى]‏ عن دائرة بلنسية [الإنجليزية]‏ خلال فترته النيابية  [لغات أخرى]‏ ( – 2 أبريل 2004).
- في الانتخابات العمومية الإسبانية 1996 [الإنجليزية]‏، انتخب عضو مجلس النواب الإسباني  [لغات أخرى]‏ عن دائرة بلنسية [الإنجليزية]‏ خلال فترته النيابية  [لغات أخرى]‏ (21 مارس 1996 – ).
- في الانتخابات العمومية الإسبانية 1993 [الإنجليزية]‏، انتخب عضو مجلس النواب الإسباني  [لغات أخرى]‏ عن دائرة بلنسية [الإنجليزية]‏ خلال فترته النيابية  [لغات أخرى]‏ (21 يونيو 1993 – 9 يناير 1996).
- في الانتخابات العمومية الإسبانية 1986 [الإنجليزية]‏، انتخب عضو مجلس النواب الإسباني  [لغات أخرى]‏ عن دائرة بلنسية [الإنجليزية]‏ خلال فترته النيابية  [لغات أخرى]‏ (14 يوليو 1986 – 2 سبتمبر 1989).
- في الانتخابات العمومية الإسبانية 1982 [الإنجليزية]‏، انتخب عضو مجلس النواب الإسباني  [لغات أخرى]‏ عن دائرة بلنسية [الإنجليزية]‏ خلال فترته النيابية  [لغات أخرى]‏ (7 يونيو 1983 – 23 أبريل 1986).
- انتخب عضو مجلس الشيوخ الإسباني  [لغات أخرى]‏.